# Cầu Chữ Y

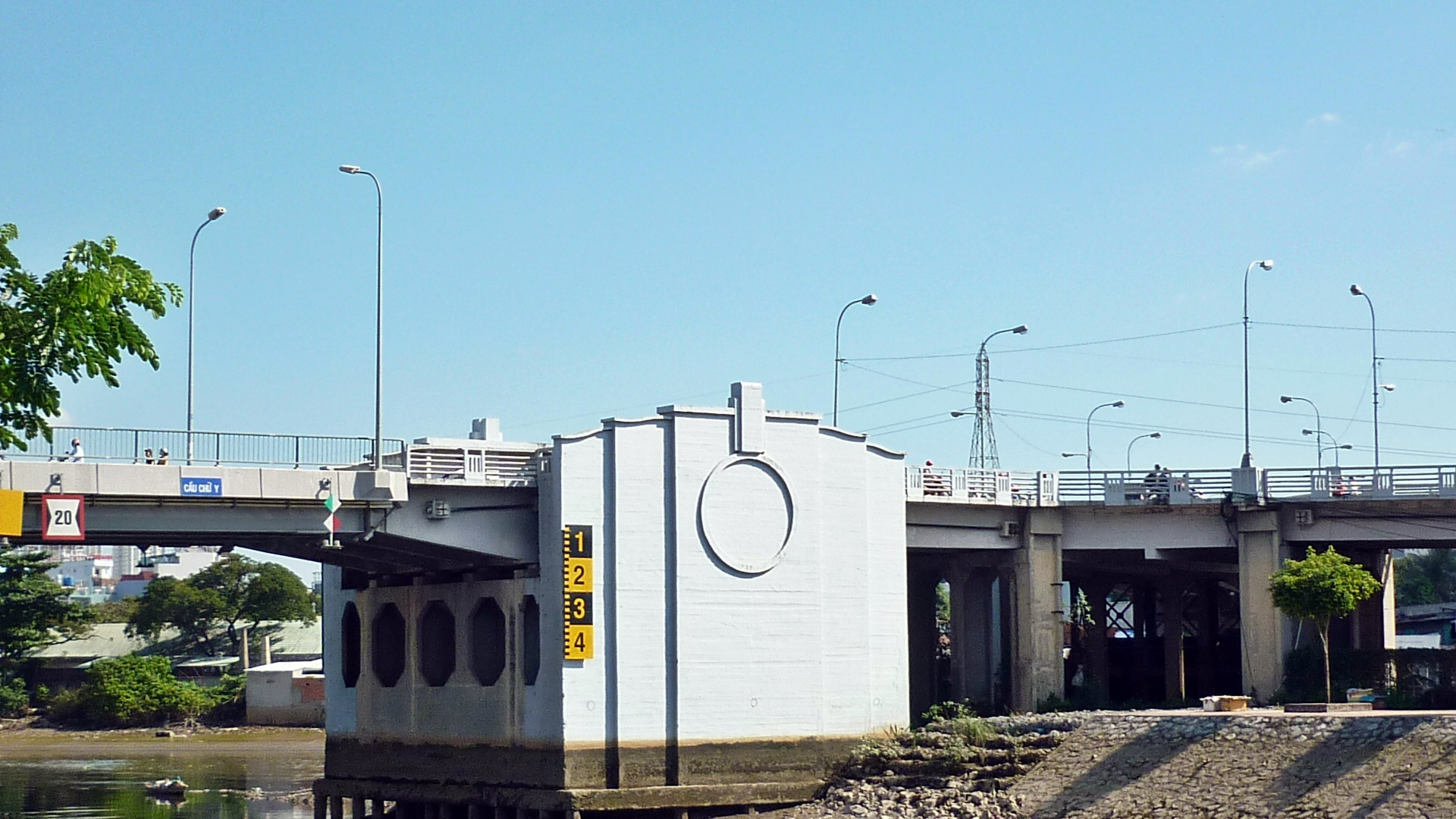
Cầu Chữ Y nhìn từ đại lộ Võ Văn Kiệt

Cầu Chữ Y thường được dùng để chỉ cây cầu nằm về phía đông của Quận 8, Thành phố Hồ Chí Minh, nối liền Quận 5 với Quận 8. Cầu có hình chữ Y, từ đường Nguyễn Biểu bắc qua hai con kênh là kênh Tàu Hủ và kênh Đôi sang khu vực chợ Rạch Ông và khu vực cù lao Chánh Hưng của Quận 8.
Xưa, khi xứ này còn nằm trong địa hạt Chợ Quán, các nhánh kinh nói trên đều thuộc mạng lưới rạch Bến Nghé. Về sau nhiều đoạn kinh bị san lấp để xây dựng hệ thống đường bộ nên các nhánh kinh bị tách rời, đồng đổ ra Tân Bình Giang và được đặt lại mỗi đoạn một cái tên khác nhau.
Cầu có ba nhánh tạo thành chữ Y, nên được người dân đặt luôn tên này, lâu ngày trở thành tên chính thức.
Tại Việt Nam còn có một số cầu chữ Y khác, nhưng không được biết đến nhiều như cầu chữ Y ở Trà Ôn, Vĩnh Long, hoặc ở Phụng Hiệp, Hậu Giang, ở Đà Lạt, Lâm Đồng...

## Những sự kiện lịch sử

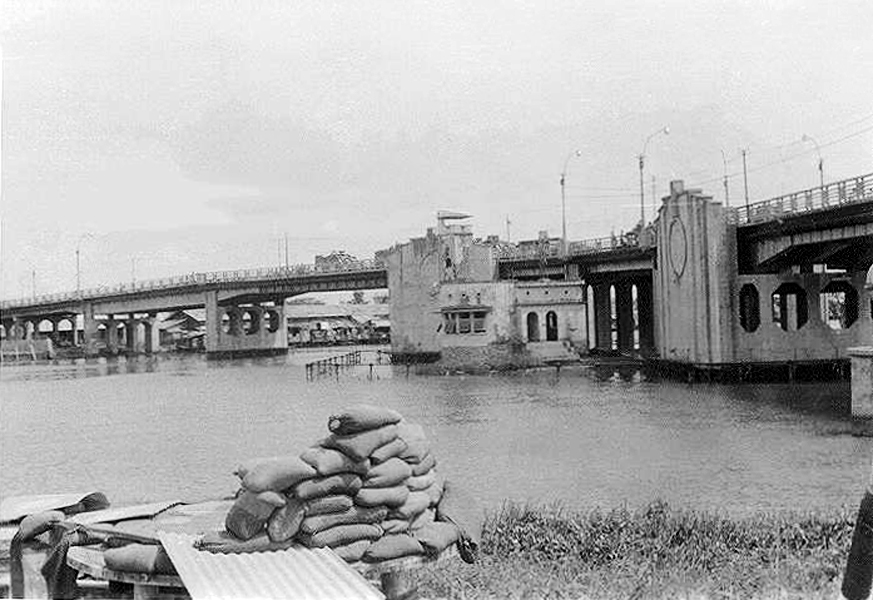
Cầu Chữ Y vào năm 1968

Cầu được bắt đầu thiết kế từ nǎm 1937, khởi công chính thức vào ngày 13 tháng 12 năm 1938, đến 20 tháng 8 năm 1941 thì hoàn thành, do Công ty Công xưởng và Công trình công chính (Pháp) đảm nhiệm.
Cầu được xây dựng có ba nhánh giống như hình một chữ Y lớn: nhánh tới đường Nguyễn Biểu dài 175m, nhánh tới đường Nguyễn Thị Tần dài 178,3m, nhánh tới Hưng Phú dài 137m. Tổng cộng chiều dài các nhánh là 490,3m, tính luôn đoạn cầu dẫn dài 913m. Khu vực lồng cầu (ở giữa) có ba nhánh rộng 9m, mỗi lề 0,7m. Độ cao tĩnh không cách mặt nước là 6,3m. Toàn bộ công trình khi xây dựng tiêu tốn 800 tấn thép và hơn 4.000m3 bê tông.

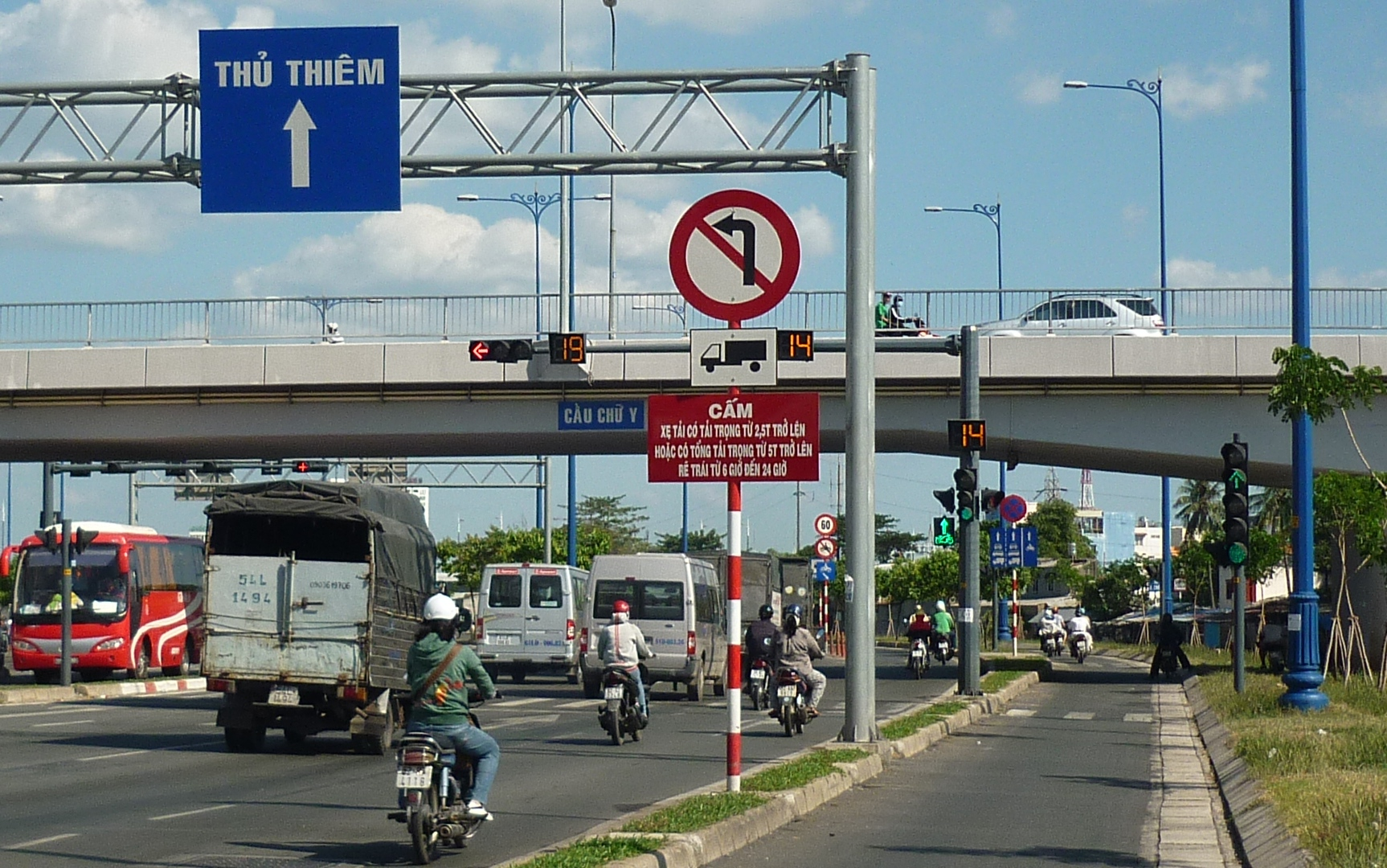
Nhánh cầu quận 5 bắc ngang qua đại lộ Võ Văn Kiệt

Cầu được nhiều lần sửa chữa lớn vào các năm 1948, 1957 và được sửa chữa lớn vào năm 1992. 
Ngày 30 tháng 9 năm 2006, trong chương trình cải tạo về giao thông của thành phố, nhánh cầu chữ Y phía quận 5 được hạn chế lưu thông để tháo dỡ và xây lại cầu mới để đảm bảo độ cao của Đại lộ Đông - Tây đi dưới cầu. 
Dự kiến cầu mới sẽ xây tại vị trí cũ và có chiều rộng, cũng như độ tĩnh không lớn hơn gấp đôi cầu cũ.

### Giai đoạn 1945 - 1954
Trước 1945, khu vực phía quận 8 ngày nay là nơi cư trú của nhiều giới giang hồ sống ngoài vùng pháp luật. Khi quân Nhật tiến vào Đông Dương, họ đã cho lập nhiều cơ sở đóng tàu gỗ dọc tuyến kênh gần cầu Chữ Y với lực lượng nhân công hầu hết là tín đồ Cao Đài. Các chức sắc Cao Đài dưới sự che chở của quân đội Nhật thậm chí còn thành lập lực lượng bán vũ trang. Khi Nhật đảo chính Pháp, lực lượng quân sự Cao Đài tại Sài Gòn đã hợp tác với quân Nhật đánh chiếm các cơ quan của người Pháp.
Khi Pháp nổ súng để tái chiếm Nam Bộ, nhiều anh chị giang hồ đã tập hợp lại thành lực lượng Bình Xuyên, dưới quyền chỉ huy của Dương Văn Dương, tham gia trong đội hình của lực lượng Việt Minh bao vây quân Pháp tại phòng tuyến phía nam Sài Gòn-Chợ Lớn (còn gọi là Mặt trận số 4), do Nguyễn Văn Trân làm Ủy trưởng quân sự. Dương Văn Dương trực tiếp chỉ huy bộ đội Nhà Bè, Tân Thuận, Bình Đông kiêm trưởng ban do thám của mặt trận .
Quân Pháp nhiều lần mở các chiến dịch để hòng đánh bật quân Việt Minh ra khỏi các trận địa bao vây, và Cầu chữ Y cũng là một trong những chiến trường ác liệt. Ngày 24 tháng 9 năm 1945, Quân Pháp từ quận 5 tấn công lên cầu và đã bị quân Việt Minh ở 2 cầu phía quận 8 và vùng xung quanh đánh trả quyết liệt, quân Pháp liên tiếp mở các đợt tấn công hòng chiếm cầu nhưng họ đều bị quân Việt Minh nhiều lần đánh bật trở lại. Cho đến hết tháng 9 sang đầu tháng 10 năm 1945, quân Pháp vẫn không chiếm nổi cầu Chữ Y, và đã bị nhiều thiệt hại.
Cuối tháng 10 năm 1945, quân Pháp được tăng viện thêm quân và nỗ lực phá vỡ vòng vây của Việt Minh xung quanh Sài Gòn. Mặt trận số 2 (phòng tuyến phía Bắc Sài Gòn) bị phá vỡ đầu tiên. Đến giữa tháng 11, mặt trận số 4 cũng bị vỡ, các lực lượng Việt Minh lần lượt rút toàn bộ về rừng Sác trước khi quân Pháp kịp phong tỏa hai con sông Nhà Bè và Soài Rạp. Sau đó, quân Pháp mới chiếm được cầu.
Năm 1948, lực lượng Bình Xuyên ly khai do Bảy Viễn chỉ huy, trở về Sài Gòn, được quân Pháp đồng ý cho phép đóng quân tại khu vực dưới chân cầu Chữ Y, (bờ thuộc quận 8, đối diện Chợ Quán ngày nay). Trong đợt này, cầu Chữ Y cũng được tu sửa lớn để khắc phục những hư hỏng do hậu quả của cuộc chiến cuối năm 1945.

### Giai đoạn 1954 - 1975

Cầu chữ Y trong chiến sự 1968.

Ngày 28 tháng 4 năm 1955, quân Bình Xuyên bất thần nổ súng tấn công lực lượng trung thành với Thủ tướng Ngô Đình Diệm, nhưng bị đánh trả ác liệt. Cầu Chữ Y trở thành một trong những chiến trường giao tranh ác liệt nhất với mục đích chiếm giữ trục giao thông quan trọng thủy bộ và tổng hành dinh của quân Bình Xuyên. Chỉ sau đó 4 ngày, ngày 2 tháng 5 năm 1955, quân Ngô Đình Diệm đã vượt cầu Chữ Y và chiếm được tổng hành dinh của quân Bình Xuyên.
Trong Sự kiện Tết Mậu Thân, lực lượng Quân giải phóng miền Nam đã nhiều lần tập kích đánh chiếm cầu Chữ Y, mở một đường tiến công vào nội đô Sài Gòn.
Vào đêm 30 rạng ngày 31 tháng 1 năm 1968 tức ngày mùng 2 Tết, một trung đội du kích địa phương đã bất ngờ nổ súng tiêu diệt Chi cảnh sát Nguyễn Văn Liêng ở Quận 8, mở đường cho lực lượng của Tiểu đoàn 6 Bình Tân (thuộc quân Khu Sài Gòn Gia Định Quân giải phóng miền Nam đã tập kích bất ngờ, nổ súng tiến đánh cầu Chữ Y, sau đó phát triển tiến công vào nội thành.
Trong đợt 2 từ ngày 6 đến 12 tháng 5 năm 1968, quân du kích địa phương kết hợp với Tiểu đoàn 1 Long An Quân giải phóng miền Nam bất ngờ nổ súng tấn công chiếm cầu, quân lực Việt Nam Cộng hòa và quân đội Hoa Kỳ đã huy động hàng ngàn lính, có xe tăng và xe bọc thép mở đường cùng với máy bay chiến đấu yểm trợ trên không. Trong trận đánh này, phía Quân Việt Nam Cộng hòa bị thiệt hại khá nặng: mất 500 người, 10 xe tăng, xe bọc thép, 2 máy bay bị bắn cháy.
Phạm Văn Sơn, nguyên đại tá sử gia quân lực Việt Nam Cộng hòa đã ghi lại diễn biến của những ngày đầu ở mặt trận cầu Chữ Y và xác nhận: "Lực lượng Việt Cộng định vượt qua cầu Chữ Y vào thành phố. Một trận đánh dữ dội đã xảy ra tại chân cầu Chữ Y vì là lần đầu tiên có lực lượng bộ binh Mỹ tham dự".

### Giai đoạn 1975 - 2006
Với việc tăng nhanh dân số và số lượng khổng lồ xe cơ giới kèm theo của thành phố phát triển, tình trạng kẹt xe trên cầu chữ Y ngày càng gia tăng. Do cầu Chữ Y là một nút giao thông chủ chốt giữa trung tâm Sài Gòn và nhiều khu vực phát triển khác 
Chỉ tính trọng lượng tịnh của số lượng người xe trên cầu trong giờ cao điểm đã lên tới 500 tấn. Chưa kể sự cộng hưởng và nhiều yếu tố khác, điều đó đã làm quá tải trọng quy định gấp nhiều lần của cây cầu.
Mặt khác tình hình an ninh tại khu vực cầu cũng báo động do ý thức của một số thành phần dân cư sống chung quanh, gần khu vực. Cầu Chữ Y lúc bấy giờ thực sự là một khúc quanh thành phố. Bởi lẽ nơi đó vừa là ngã rẽ, giao thông nội thành đồng thời cũng là nỗi băn khoăn cho người qua lại và là sự trăn trở của các nhà quản lý.
Để tạo điều kiện phát triển kinh tế, nâng cao mạng lưới đường bộ, cầu Nguyễn Tri Phương đã chia một phần gánh nặng giải quyết ách tắc nối liền Quận 5 và Quận 8, đồng thời cầu Chữ Y đang được xây dựng lại như trên đã nói.

## Hiện diện trong văn thơ
Cầu chữ Y năm trên nút giao lộ. Mật độ người và xe qua lại trên cầu thường xuyên ở mức cao. Tuyến đường sông lưu thông dưới cầu cũng khá nhộn nhịp. Nhà thơ Đặng Hấn khi đi qua cầu đã để lại mấy câu thơ như sau:
Người đi trên chữ
Chữ nâng người lên